# 1934-es labdarúgó-világbajnokság (döntő)
Az 1934-es labdarúgó-világbajnokság döntőjét 1934. július 10-én rendezték a római Nazionale PNF Stadionban. Ez volt a labdarúgó-világbajnokságok történetének második fináléja. A döntőben a házigazda Olaszország és Csehszlovákia találkozott.
A világbajnoki címet Olaszország hódította el, miután hosszabbításban  2–1-re megnyerte a mérkőzést.

## Út a döntőig

### Eredmények
| Csehszlovákia | Csehszlovákia | Forduló      | Olaszország      | Olaszország           |
| ------------- | ------------- | ------------ | ---------------- | --------------------- |
| Ellenfél      | Végeredmény   |              | Ellenfél         | Végeredmény           |
| Románia       | 2–1           | Nyolcaddöntő | Egyesült Államok | 7–1                   |
| Svájc         | 3–2           | Negyeddöntő  | Spanyolország    | 1–1; újrajátszás: 1–0 |
| Németország   | 3–1           | Elődöntő     | Ausztria         | 1–0                   |

## A döntő részletei
| 1934. június 10. 17:00 CEST |

| Csehszlovákia | 1–2 (h. u.)                 | Olaszország           |
| ------------- | --------------------------- | --------------------- |
| Puč 76'       | (0–0, 1–1, 1–2) Jegyzőkönyv | Orsi 81' Schiavio 95' |

| Nazionale PNF Stadion, Róma Nézőszám: 45 000 Játékvezető: Ivan Eklind (svéd) |

| Csehszlovákia | Olaszország |

| CSEHSZLOVÁKIA:       |  |                    |
|                      |  |                    |
| GK                   |  | František Plánička |
| DF                   |  | Josef Čtyřoký      |
| DF                   |  | Ladislav Ženíšek   |
| MF                   |  | Josef Košťálek     |
| MF                   |  | Štefan Čambal      |
| MF                   |  | Rudolf Krčil       |
| FW                   |  | František Junek    |
| FW                   |  | František Svoboda  |
| FW                   |  | Jiří Sobotka       |
| FW                   |  | Oldřich Nejedlý    |
| FW                   |  | Antonín Puč        |
| Szövetségi kapitány: |  |                    |
| Karel Petrů          |  |                    |

| OLASZORSZÁG:         |  |                     |
|                      |  |                     |
| GK                   |  | Gianpiero Combi (C) |
| DF                   |  | Eraldo Monzeglio    |
| DF                   |  | Luigi Allemandi     |
| MF                   |  | Attilio Ferraris    |
| MF                   |  | Luis Monti          |
| MF                   |  | Luigi Bertolini     |
| FW                   |  | Enrique Guaita      |
| FW                   |  | Giuseppe Meazza     |
| FW                   |  | Angelo Schiavio     |
| FW                   |  | Giovanni Ferrari    |
| FW                   |  | Raimundo Orsi       |
| Szövetségi kapitány: |  |                     |
| Vittorio Pozzo       |  |                     |

| Az 1934-es labdarúgó-világbajnokság győztese |
| -------------------------------------------- |
| OLASZORSZÁG 1. cím                           |

## Külső hivatkozások
- FIFA.com, World Cup 1934 Archiválva 2010. március 1-i dátummal a Wayback Machine-ben